# Virtual Boy
De Virtual Boy (VR-32) was een spelcomputer ontwikkeld door Nintendo in 1995. De spelcomputer hoefde niet op een televisie te worden aangesloten, het was een soort 3D-bril waar men door moest kijken. Virtual Boy wordt gezien als een vr headset.
De spelcomputer werd niet populair vanwege een paar factoren:
- Er moeten 6 AA-batterijen in een batterypack dat aan de controller werd geschoven en die gaan tussen de 4 en 6 uur mee. Ook is er een adapterpack beschikbaar, hierdoor zijn er geen batterijen nodig. Deze twee stroomtoevoeren kunnen niet tegelijk aangesloten worden.
- Het scherm is zwart-rood omdat kleur te duur zou worden.
- Sommige spelers krijgen last van hoofdpijn of misselijkheid na een kwartier of langer spelen.

De spelcomputer was nooit uitgebracht in Europa en heeft geen opvolger gekregen. Het systeem wordt gezien als een commerciële flop en is de slechtst verkochte spelcomputer van Nintendo tot nu toe.

## Galerij

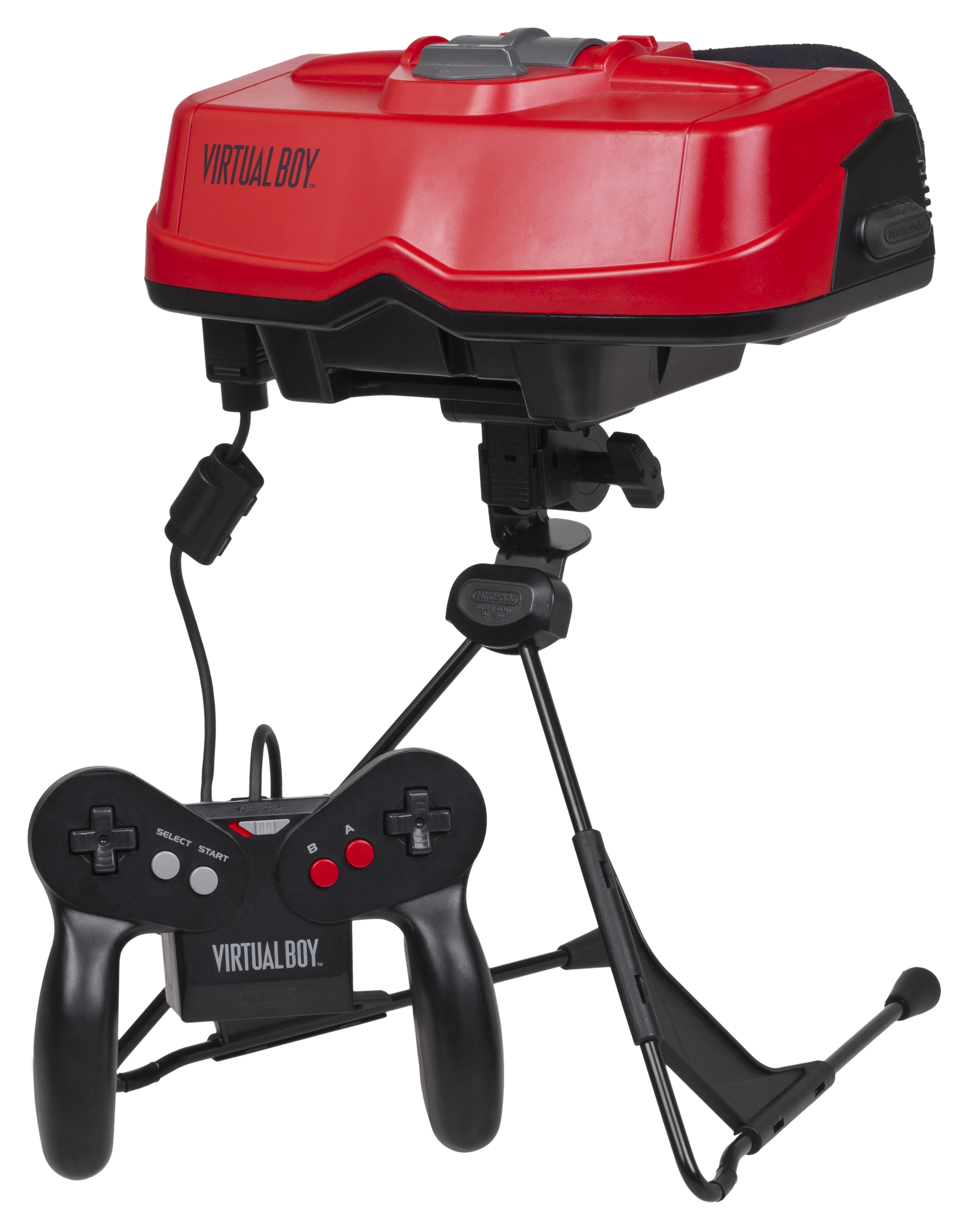
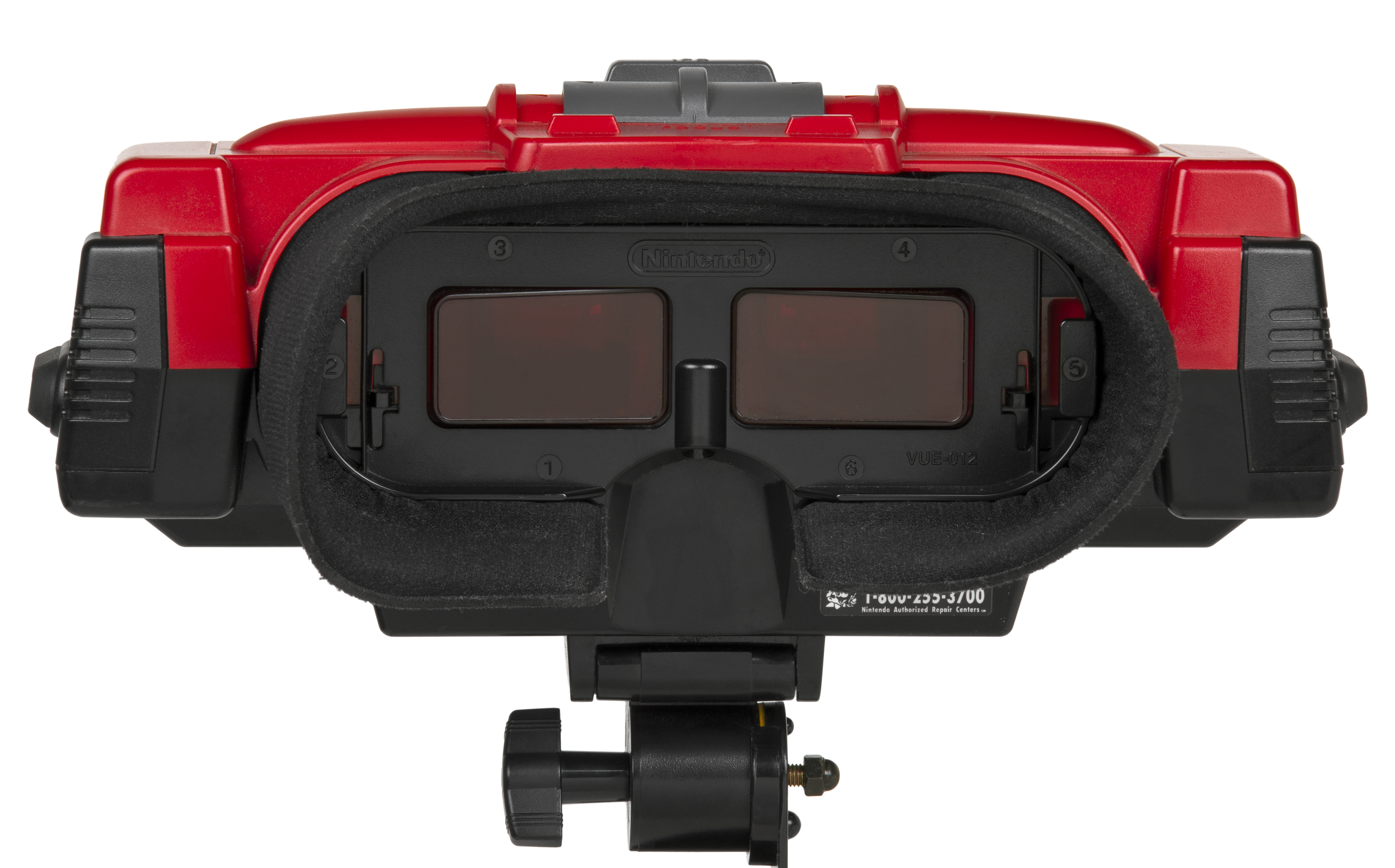

Spelcomputers · Draagbare spelcomputers (Lijst van draagbare spelcomputers)